# Белеутовы
Белеутовы — старинный русский дворянский род. Род внесён в Бархатную книгу.

## Происхождение и история рода
Согласно свидетельствам взятым из древних родословных книг, Андрей Иванович Одинец Домотканов, служивший боярином у великого князя Дмитрия Ивановича Донского, происходил от касожского князя Редеди, который был убит князем Мстиславом Владимировичем Тмутараканским (Храбрым). У Андрея Ивановича Одинца был сын Александр Андреевич Белеут, который также был боярином и служил у великого князя Василия I Дмитриевича, сына Дмитрия Донского. От боярина Андрея Одинца пошли роды Клушиных, Кляпиковых, Ряпчиковых.
В 1391 году, вместе с боярами Александром Борисовичем Полем и Селиваном, Александр Андреевич Белеут ездил за невестой великого князя Софьей Витовтовной в Пруссию, где в то время находился князь Витовт, изгнанный из Великого княжества Литовского. Сыновья Александра Андреевича — Роман Александрович Большой и Фёдор Александрович были боярами при великом князе Василии II Тёмном. Иван Тимофеевич Меньшой был воеводой в Мещёре в 1528 году, а в Ивангороде в 1598 году Иван Григорьевич служил отечеству воеводой.
Андрей Борисович Белеутов был жалован от Ивана III Васильевича населёнными имениями на Новгородской земле, в Вотской пятине, в погосте Ивановском-Куйвашском.
При подаче документов в 1686 году, для внесения рода в Бархатную книгу, была предоставлена родословная роспись Белеутовых.
К началу XIX века следы потомков вышеназванных Белеутовых затерялись, они не упоминались ни в боярских книгах XVII века, ни в Общем гербовнике дворянских родов Российской империи.

## Известные представители
- Белеутов Василий Иванович — воевода в царствование Ивана Грозного, Фёдора Ивановича и Бориса Годунова.
- Белеутов Фёдор Александрович — боярин.[7]